# زیک روبین
زیک روبین (انگلیسی: Zick Rubin؛ زادهٔ ۲۹ آوریل ۱۹۴۴) روان‌شناس اجتماعی، مؤلف (پدیدآور) و حقوق‌دان اهل آمریکا است.
او همچنین در مورد افشای اطلاعات به غریبه‌های پراهمیت کتابی منتشر کرده است.